# Gmina związkowa Ramstein-Miesenbach
Gmina związkowa Ramstein-Miesenbach – gmina związkowa w Niemczech, w kraju związkowym Nadrenia-Palatynat, w powiecie Kaiserslautern. Siedziba gminy związkowej znajduje się w mieście Ramstein-Miesenbach.

## Podział administracyjny
Gmina związkowa zrzesza pięć gmin, w tym jedną gminę miejską (Stadt) oraz cztery pozostałe gminy:
1. Hütschenhausen
2. Kottweiler-Schwanden
3. Niedermohr
4. Ramstein-Miesenbach
5. Steinwenden